# Promecotheca nuciferae
Promecotheca nuciferae es una especie de insecto coleóptero de la familia Chrysomelidae.
Fue descrita científicamente en 1929 por Samarendra Maulik.